# Mehdi Harb
Pour les articles homonymes, voir Harb.
Mehdi Harb, né le 23 août 1979, est un footballeur tunisien évoluant au poste de milieu de terrain.

## Carrière
- 2007-2008 : AS Ariana ( Tunisie)
- 2008-2010 : Olympique de Béja ( Tunisie)

## Palmarès
- Vainqueur de la Coupe de Tunisie en 2010